# Новая Ирландия (провинция)
Новая Ирландия (англ. New Ireland Province, ранее Новый Мекленбург, нем. Neu-Mecklenburg) — крайняя северо-восточная провинция Папуа — Новой Гвинеи.

## Физико-географический обзор
Крупнейшим островом провинции является Новая Ирландия. Также в её состав входит несколько более мелких островов: острова Сент-Маттайас (Муссау, Эмирау и 8 др.), Новый Ганновер, Джаул, острова Табар (Табар, Татау, Симбери, Мабуа, Маруиу), острова Лихир (Самбиет, Мали, Манур, Масахет, Лихир), острова Танга (Малендок, Боанг, Лиф, Тефа, Битлик, Битбок), острова Фени (Амбайтл, Бабасе) и Анир.
Суммарная площадь провинции составляет 9581 км². Площадь территориальных вод (включая исключительную экономическую зону) провинции составляет порядка 230 000 км².

### Хозяйственно-важные виды
На заре Великой Французской Революции во время поисков пропавшей научной экспедиции корабль La Recherche, на борту которого находился выдающийся французский ботаник Жак-Жюльен Оту де Лабилльярдиер, проплыл поблизости от Новой Ирландии. Учёный отметил в своем дневнике наличие рощ ценного тикового дерева (лат. tectona grandis), которое распространено в Индии и Таиланде в материковой Азии, а также на острове Ява (Индонезийский архипелаг).

## История освоения
На протяжении последних 40 000 лет можно выделить как минимум три выраженные волны миграции населения на остров. Приблизительно 3300 лет назад на острове существовала известная культура Лапита.
Контакты с Китаем и цивилизациями Юго-Восточной Азии имеют, судя по обнаруженным артефактам, весьма давнюю историю. Голландские исследователями первыми из европейцев обнаружили острова в 1616 году. Долгое время в Европе считалось, что остров Новая Ирландия является частью Новой Британии, однако подданный Её Величества Филипп Картерет обнаружил пролив между островами и назвал нынешнюю Новую Ирландию Nova Hibernia.
На протяжении 1870-х и 1880-х годов маркиз де Рейес, французский дворянин, безуспешно пытался колонизировать остров, провозглашенный им колонией Новая Франция (фр. La Nouvelle France). Он организовал четыре провалившихся экспедиции колонистов (все люди умерли), наиболее известная закончилась смертью 123 поселенцев.
Миссионерская активность по факту отсутствовала на острове до начала немецкой колонизации (1877 год), в ходе которой он под названием Новый Мекленбург был включен в конгломерат немецких владений в северной части сегодняшней Папуа — Новой Гвинеи.
Блэкбёдинг (англ. Blackbirding) — насильственное перемещение молодых людей аборигенных национальностей для работы на плантациях — был широко распространен в Новом Мекленбурге начиная с конца XIX века.
Австралия обрела контроль над островом в начале Первой мировой войны (1914 год) и переименовала его в Новую Ирландию. Согласно постановлению Лиги Наций от 1921 года Новая Ирландия объявлялась подмандатной территорией Новой Гвинеи, управляемой Австралией.
Во время Второй мировой войны остров был оккупирован японскими вооруженными силами с января 1941 по сентябрь 1945 года.
Австралийская колониальная администрация управляла территорией вплоть до провозглашения независимости Папуа — Новой Гвинеи в 1975 году.

## Экономико-географический обзор

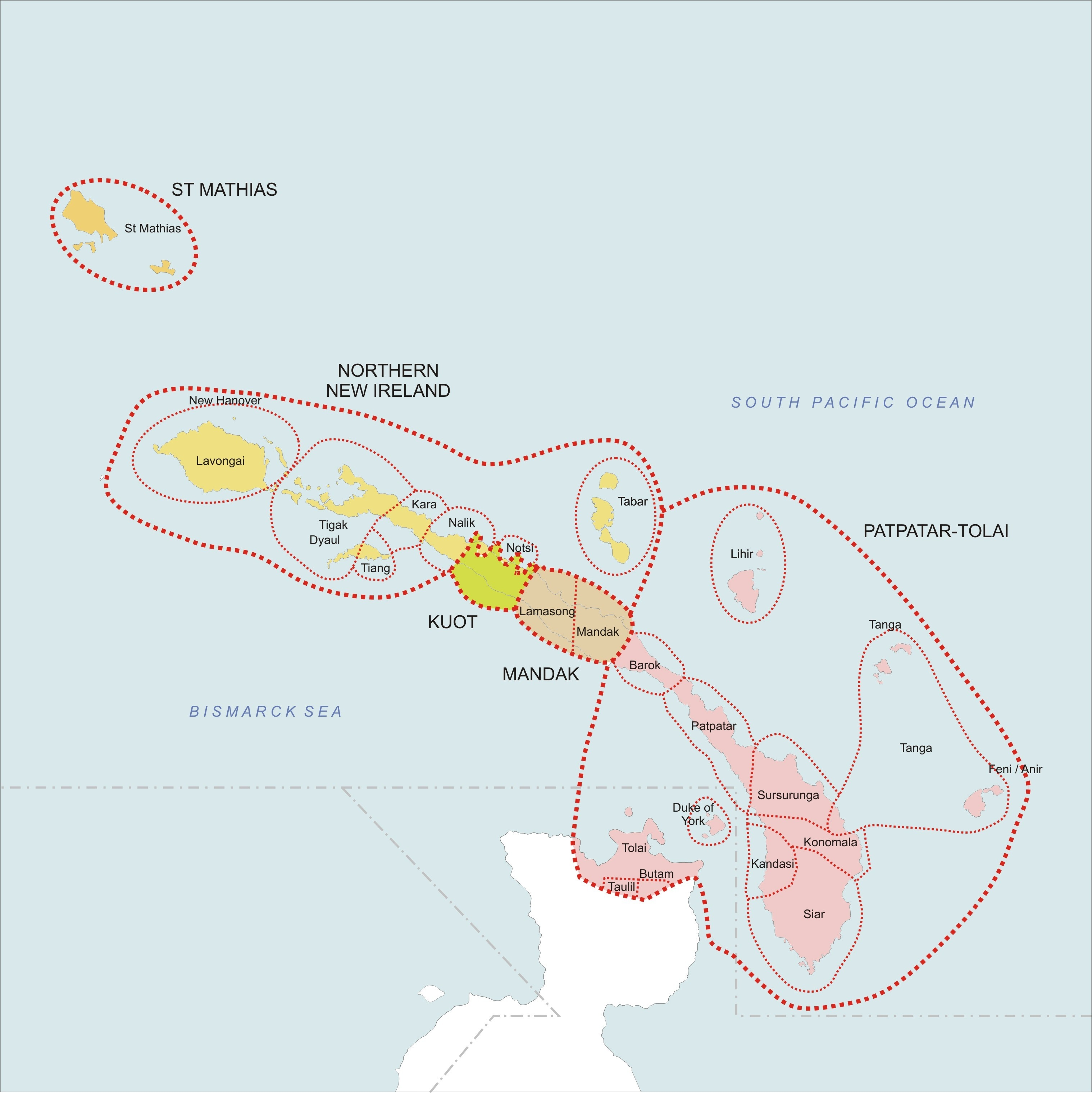
Карта языковых ареалов провинции Новая Ирландия.

### Население
Согласно переписи 2011 года на территории провинции проживало 194 067 человек, уровень урбанизации крайне низок — более 90 % населения обитало в маленьких сельских населенных пунктах. Население очень молодое — медианный возраст составляет 18,7 года. Около 40 % населения составляют лица молодых возрастов (менее 15 лет), в то время как лица старших возрастов (более 65 лет) лишь 3 %.
Административный центр провинции — город Кавиенг — расположен на северной оконечности главного острова. Наматанаи — второй по величине город острова, расположенный в 2/3 протяженности острова от столицы. Города соединяет проходящая по восточному побережью дорога Болумински-Хайвей.
Население провинции говорит на 20-ти языках, количество диалектов и субдиалектов оценивается в 45. Все языки принадлежат к новоирландской языковой группе западноокеанийской ветви австронезийской языковой семьи, за исключением единственного изолированного языка Куот.

### Административное деление

Административная карта провинции Новая Ирландия.

Каждая провинция Папуа — Новой Гвинеи разделена на один и более районов, а каждый район на округа местного самоуправления (англ. Local Level Government (LLG) areas).
| Район           | Районный центр | Округ местного самоуправления |
| --------------- | -------------- | ----------------------------- |
| Район Кавиенг   | Кавиенг        | Кавиенгский городской         |
| Район Кавиенг   | Кавиенг        | Лавонгайский сельский         |
| Район Кавиенг   | Кавиенг        | Мюраткий сельский             |
| Район Кавиенг   | Кавиенг        | Тиканасский сельский          |
| Район Наматанаи | Наматанаи      | Коноагильский сельский        |
| Район Наматанаи | Наматанаи      | Наматаисский сельский         |
| Район Наматанаи | Наматанаи      | Нимамарский сельский          |
| Район Наматанаи | Наматанаи      | Сентрал Ниу Аилан             |
| Район Наматанаи | Наматанаи      | Танирский сельский            |

## Культура
Культура Новой Ирландии (этим представляя типичную для Океании ситуацию) является смесью старых и новых элементов: традиционные культовые практики (обычаи) широко распространены и повсеместно уважаемы, однако в настоящее время структура общества претерпевает значительные изменения под влиянием активности миссионеров, урбанизации и современной глобальной культуры.
Наиболее известной классической культурой Новой Ирландии является культура Малаган — слово из языка налик, обозначающее древнюю и уважаемую систему обычаев и церемоний, практикуемую на большей части территории острова. Слово «Малаган» также обозначает вид искусства на острове, в котором умершие изображаются в виде резных деревянных масок. Маски Малаган имеют символическое значение, поминовение умерших осуществляется в специальной церемонии с их помощью: в маски, по поверьям адептов, входят духи умерших членов племени. В колониальные времена маски Малаган были предметом коллекционирования европейцами, ныне их можно увидеть во многих музеях Старого Света.